# Lew-Kopelew-Preis
Der undotierte Lew-Kopelew-Preis für Frieden und Menschenrechte ist nach dem russischen Schriftsteller Lew Kopelew (1912–1997) benannt und wird seit 2001 in unregelmäßigen Abständen vom Lew Kopelew Forum in Köln verliehen. Mit ihm sollen „Menschen, Projekte oder Organisationen“ ausgezeichnet werden, „die im Sinne Lew Kopelews tätig sind“.

## Lew Kopelew Forum
Fritz Pleitgen, der Kopelew als Korrespondent des WDR in Moskau kennenlernte, war Gründungsvorsitzender des Lew Kopelew Forums. Im April 2017 hat der Fernsehjournalist Thomas Roth den Vorsitz übernommen, Pleitgen wurde neben Marion Gräfin Dönhoff † Ehrenvorsitzender.
Der Verein unterhält in Köln eine Geschäftsstelle, die im Gebäudekomplex der Kreissparkasse anzutreffen ist und ein Programm deutsch-osteuropäischer kultureller Begegnungen anbietet.
Anfang 2024 wurde das Forum in Russland als unerwünschte Organisation eingestuft.

## Preisträger
- 2001: HALO Trust (Hazardous Areas Life Support Organisation), der Landminen räumt[2]
- 2002: Russische Menschenrechtsorganisation Memorial
- 2003: Uri Avnery und Sari Nusseibeh
- 2004: Polnische Stiftung Borussia
- 2005: Sainap Gaschajewa (* 1953; tschetschenische Menschenrechtlerin)
- 2006: Hans Küng (Theologe, 1928–2021)
- 2009: Siegfried Lenz[3]
- 2010: Redaktion der Zeitung Nowaja gaseta (Russland)
- 2012: Berthold Beitz
- 2013: Ammar Zakaria und Abdul Kader (syrische Ärzte, Zakaria operierte unter anderem den verletzten Jörg Armbruster)[4] und Suaad Tayeb (syrische Friedensaktivistin)[5]
- 2015: Ruslana Lyschytschko (ukrainische Musikerin und Euromaidan-Aktivistin), Jewgeni Sacharow (ukrainischer Menschenrechtler und Publizist), Andrej Makarewitsch (russischer Musiker) und Eduard Uspenskij (russischer Kinderbuchautor)[6]
- 2016: Wladimir Woinowitsch (1932–2018), russischer Schriftsteller und Satiriker
- 2017: Lew Dmitrijewitsch Gudkow (russischer Soziologe und Leiter des Meinungsforschungsinstituts Lewada-Zentrum) und Can Dündar (türkischer Journalist, seit 2016 im Exil)
- 2019: Dresdner Seenotrettungsinitiative Mission Lifeline und der „Lifeline“-Kapitän Claus-Peter Reisch[7][8][9]
- 2020: Die russische Medienorganisation OVD-Info und der russische Historiker Jurij Dmitriev
- 2021: Maria Kolesnikowa, Swetlana Tichanowskaja und Weranika Zepkala für ihren Einsatz für die Demokratie und gegen die offensichtlich manipulierten Präsidentschaftswahlen in Belarus
- 2023/24: Vertreter des gesamten ukrainischen Volkes: an den Bürgermeister von Kyjiw, Vitali Klitschko, an seinen Bruder Wladimir Klitschko, an die Sanitäterin Julia Pajewska und an die Menschenrechtsgruppe Charkiw (Kharkiv Human Rights Protection Group KHPG).[10]

## Vorgängerpreis
Die vor 2001 unter dem gleichen Namen verliehenen Preise wurden in Bremen zusammen mit dem dortigen Kulturverein „Freizeit 2000“ verliehen:
- 1999: Will Quadflieg (1914–2003)
- 2000: Hans Koschnick (1929–2016)